# Nueva Gerona
Nueva Gerona – miasto na Kubie, na północnym wybrzeżu Isla de la Juventud.
Liczba mieszkańców w 2003 roku wynosiła ok. 37 tys. W mieście znajduje się port lotniczy Rafael Cabrera.

## Miasta partnerskie
- Girona, Hiszpania